# Concili d'Aquileia
El Concili d'Aquileia va ser un sínode de l'església catòlica, realitzat a Aquileia l'any 381 dC, fou part de la lluita entre les idees arrianes i ortodoxes en el cristianisme. Va ser un dels cinc concilis d'Aquileia.
El concili es va celebrar al setembre del 381 dC i convocat per Gracià, l'emperador romà occidental, explícitament per a "resoldre les contradiccions de l'ensenyament discordant", de fet fou organitzat per Ambròs de Milà, encara que va ser presidida per Valerià, bisbe d'Aquileia. El concili va comptar amb la participació de trenta-dos bisbes d'Occident, d'Itàlia, Àfrica, Gàl·lia i Il·líria, entre ells sant Filastri de Brescia i sant Just de Lió, deposant dels seus càrrecs dos bisbes de la província oriental de Dàcia, Pal·ladi de Ratiària i Secundià de Singidúnum, com a partidaris d'Arri.
Pal·ladi havia demanat a l'emperador d'Orient l'oportunitat d'aclarir davant un concili general d'aquests càrrecs sobre la naturalesa de Crist, i no estava disposat a sotmetre a un concili de només els bisbes d'Occident, per Ambròs havia assegurat prèviament l'Emperador d'Occident que un assumpte com l'ortodòxia o l'heretgia de només dos bisbes podria ser resolta per un concili simple participat només pels bisbes de la diòcesi d'Itàlia. Política i cristologia estaven inextricablement imbricades al segle iv.
Ambròs va proposar que la carta d'Arri de Nicomèdia al bisbe Alexandre d'Alexandria, havia de llegir-se atentament, i que havia de cridar-se a Pal·ladi per a defensar o condemnar cada proposició herètica que disputava l'ortodòxia catòlica. Arri havia dit que només el Pare és etern, els catòlics insistien que el Fill era igualment etern. Pal·ladi va citar les Escriptures, que va vorejar Ambròs. Ambròs es refermà en les fórmules verbals recentment acordades per l'autoritat de l'Església, mentre que Pal·ladi es negà a admetre la legitimitat del procés. Els altres bisbes es pronunciaren unànimement anatema de tots els càrrecs, i l'assumpte va ser resolt. La transcripció parcial supervivent del procediment revela el caràcter d'Ambròs i la forma i la tècnica del seu argument. De Pal·ladi, diu Virgili, bisbe de Tapsos a Àfrica a finals del segle v, que després de la mort d'Ambròs (397), va escriure una resposta als escrits d'Ambròs contra l'arrianisme, que Vigili de Thapse, al seu torn escriure de contrarestar.
Aquest concili també va demanar als emperadors Teodosi I el Gran i Gracià convocar a Alexandria un concili general de tots els bisbes amb la finalitat d'acabar amb el cisma de Meleci d'Antioquia que havien succeït des del 362.